# Нож за хлеб
Ножеви за хлеб се користе за сечење хлеба и један су од многих кухињских ножева које користе кувари. Назубљене оштрице ножева за хлеб могу да режу мекани хлеб без дробљења.

## Историја
Такав нож изложила је на светској колумбијској изложби 1893. године у Чикагу компанија Фридрих Дик (Еслинген, Немачка). Један дизајн је у Сједињеним Државама патентирао Јосеф Е. Бернс из Сиракјусе, Њујорк. Његов нож имао је делове жлебова или назубљења, нагнутих у односу на осу сечива, који чине појединачне мале резне ивице које су биле окомите на оштрицу и тако је резао без прекомерног нормалног притиска и без потребне хоризонталне силе зупцима који би копали хлеб попут тестере за дрво. Било је и делова жлебова супротног смера нагиба, одвојених деловом глатке оштрице, а нож је тако чврсто секао у оба смера и у тврдом и у меком хлебу.

## Димензије
Ножеви за хлеб су обично између 15 и 25 цм дужине.

## Карактеристике
Савремени ножеви за хлеб имају висококвалитетну оштрицу од нерђајућег челика, двострано наоштрено сечиво под углом од 15, за дугу оштрину и издржљивост, ергономски дизајн дршке за боље приањање, и лако се перу под текућом водом.